# Fatsia japonica
Fatsia japonica (Thunb.) Decne. & Planch., 1854 è una specie di pianta da fiore della famiglia Araliaceae, originaria del Giappone meridionale, della Corea del Sud e di Taiwan.

## Etimologia
Il nome fatsi è un'approssimazione della parola giapponese "otto" (hachi nella romanizzazione moderna), che si riferisce agli otto lobi fogliari. In Giappone è noto come yatsude (八 つ 手), che significa "otto dita". Il nome "Aralia giapponese" è dovuto al fatto che in passato il genere è stato classificato come correlato ad Aralia. È stato incrociato con Hedera helix (l'edera comune) per produrre l'ibrido intergenerico × Fatshedera lizei.

## Descrizione
È un arbusto sempreverde che cresce fino a 1–3 m di altezza, con steli robusti e scarsamente ramificati. Le foglie sono disposte a spirale, grandi, 20–40 cm di larghezza e su un picciolo lungo fino a 50 cm, coriacee, palmatamente lobate, con 7-9 lobi larghi, divisi a metà o due terzi della strada fino alla base della foglia; i lobi sono bordati da denti grossolani e smussati. I fiori sono piccoli, bianchi, portati in dense ombrelle composte terminali nel tardo autunno o all'inizio dell'inverno, seguite da piccoli frutti neri in primavera.

## Coltivazione
Viene comunemente coltivata come pianta ornamentale nelle regioni temperate calde dove gli inverni non scendono al di sotto di circa -15 °C 
Può essere coltivata come pianta da interni e ha dimostrato di rimuovere efficacemente la formaldeide gassosa dall'aria interna.
Prospera in penombra, a piena ombra ed è resistente all'inverno nelle zone classificate come USDA 8-10.
Un'altra pianta ornamentale, la Fatsia japonica di tipo 'Spider's Web' (o 'Spider White') è di coltivazione rara e con foglie variegate. La crescita è più lenta rispetto alla specie originale, e raggiunge un'altezza massima inferiore di 2,5 m nella sua maturità. Le foglie verde scuro sono fortemente screziate di bianco, in particolare ai bordi, sebbene la variegatura bianca possa occasionalmente disperdersi su tutta la foglia. La variegatura può cambiare con le stagioni e con l'invecchiamento della pianta. In autunno emergono ciuffi terminali di fiori bianchi, seguiti da bacche nere.

## Naturalizzazione
Sebbene coltivata come pianta paesaggistica, è stata anche naturalizzata in alcune aree del mondo come l'Europa. In Nuova Zelanda si è insediata in aree dismesse ed orti abbandonati, diffondendosi tramite ventose e prolifiche autosemine.

## Salute
La linfa, che è appiccicosa e resinosa, può causare dermatiti da contatto in persone sensibili.